# 费拉拉
费拉拉（意大利语：Ferrara），是位于意大利东北部艾米利亚-罗马涅波河畔的一座城市，也是费拉拉省的首府。

## 地理
費拉拉是位處波河的中下游南岸，屬平原地區，約有海拔9米高。

## 歷史
費拉拉最早的記載是在中世紀的事，當時已是一個城市。文藝復興時代，費拉拉成為獨立公國。1861年意大利統一為止。

## 地標
- 埃斯特城堡
- 費拉拉主教座堂
- 钻石宫
- 斯齐法诺亚宫

## 經濟
費拉拉主要經濟活動為工業，以化學和機械為大宗。

## 交通

### 道路
- A13公路

### 鐵路
連接博洛尼亞、摩德納、帕多瓦、里米尼等地

## 友好城市
- 俄羅斯克拉斯诺达尔
- 西班牙萊里達
- 法國圣艾蒂安
- 英国斯旺西
- 斯洛維尼亞科佩尔
- 匈牙利松博特海伊
- 斯洛伐克日利纳

## 圖片

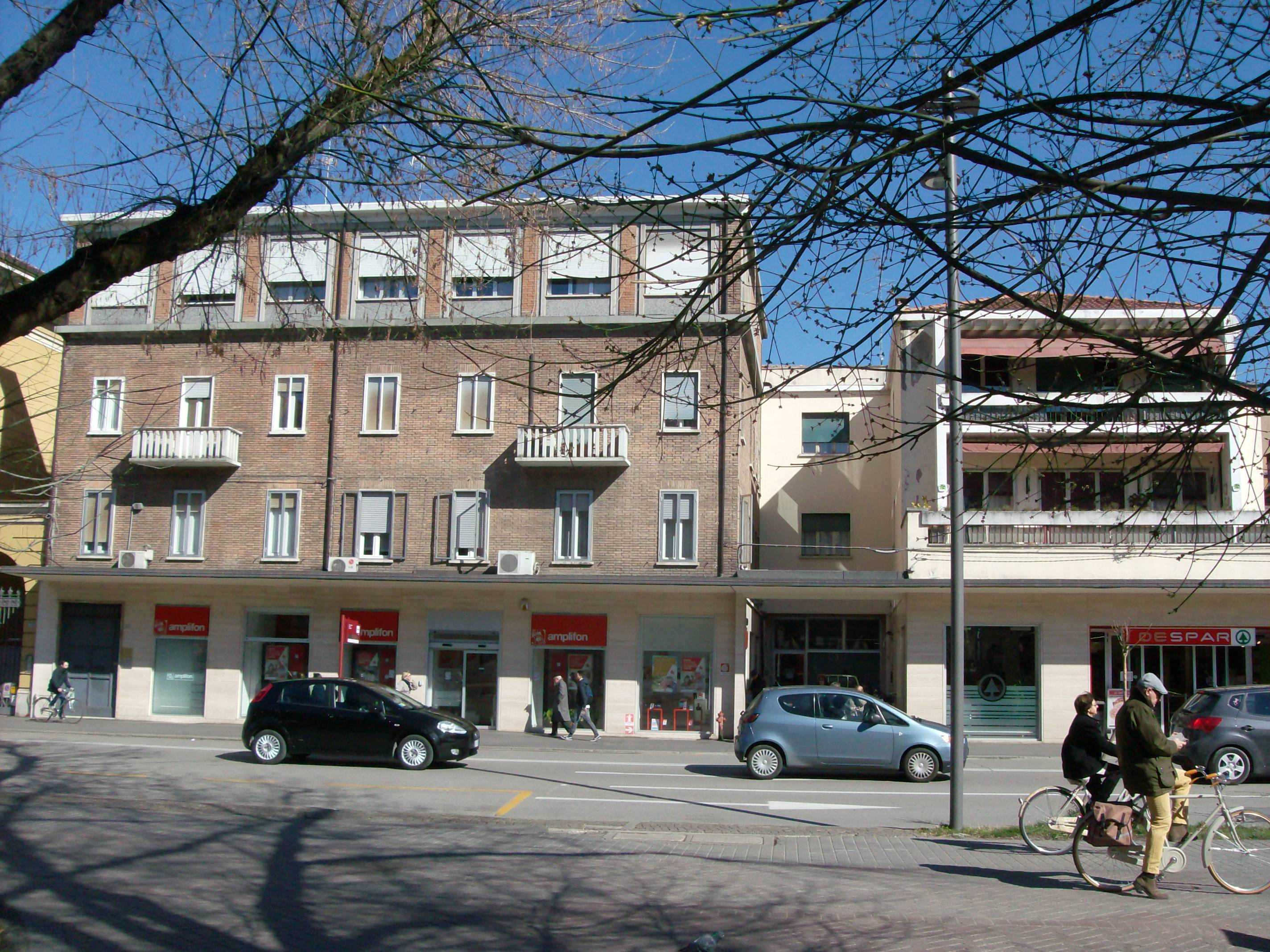
一處街頭
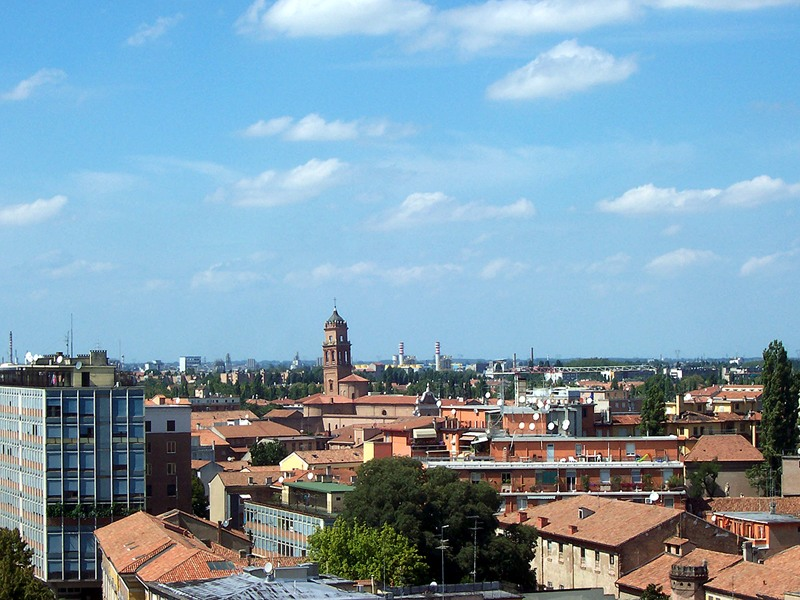
全景觀
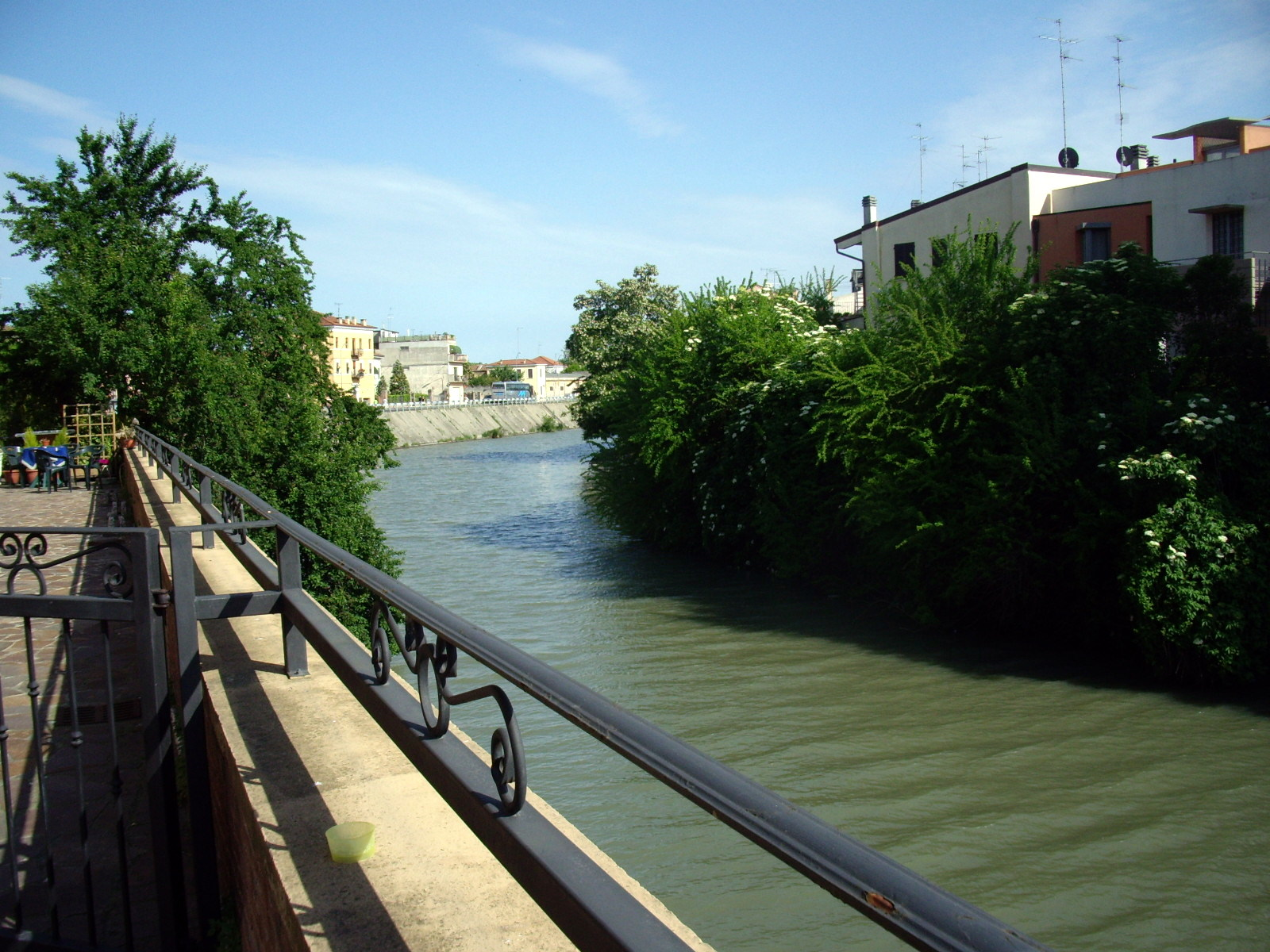
流經市內河流
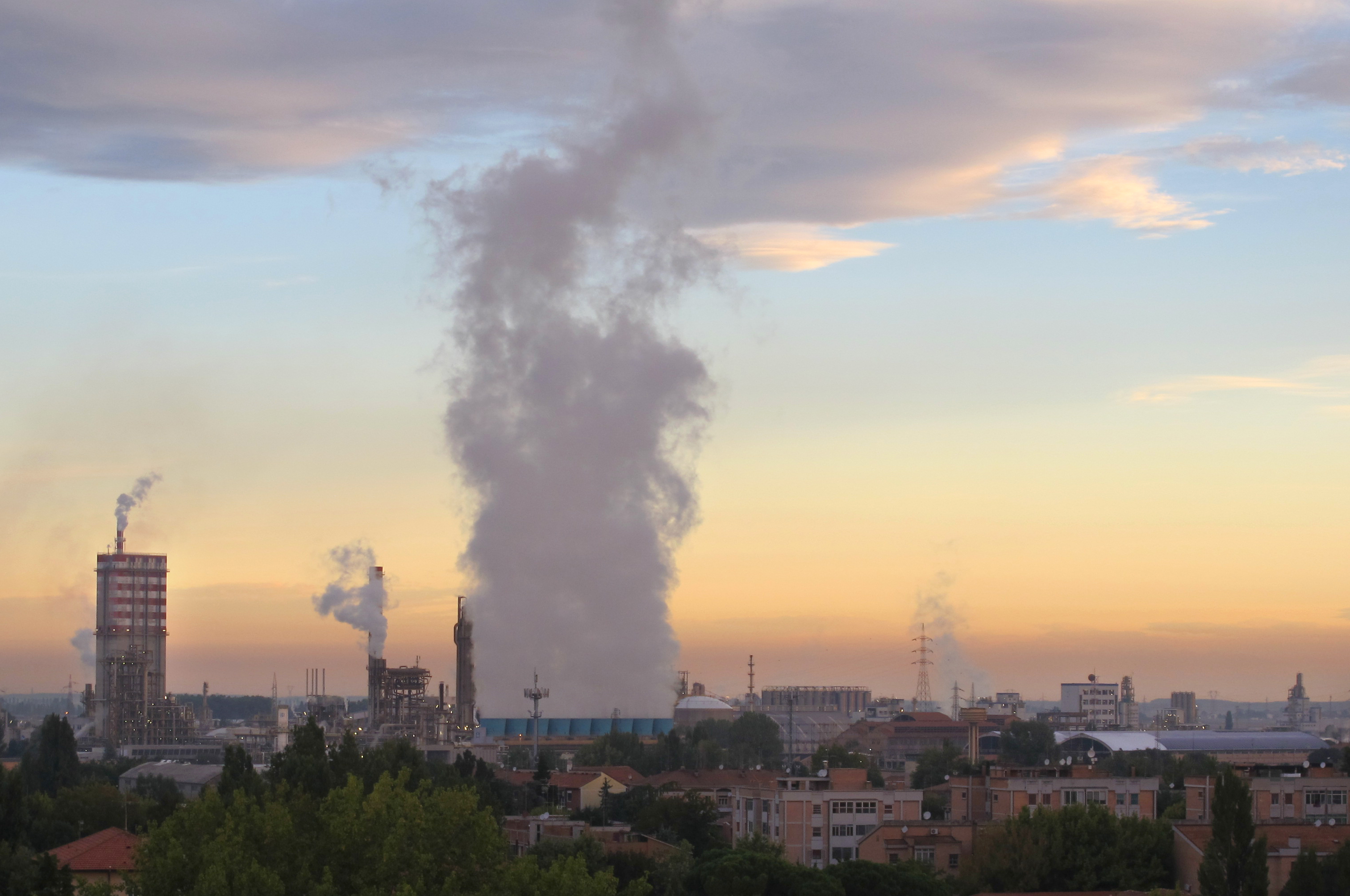
工廠黑煙